# Rmdir
rmdir (abbreviazione dalla lingua inglese di remove directory, rimuovi directory) è un comando dei sistemi operativi Unix e Unix-like, e più in generale dei sistemi POSIX, che rimuove le directory vuote specificate.
Per eliminare directory che non sono vuote va invece usato il comando rm.

## Sintassi
La sintassi generale di rmdir è la seguente:
```
rmdir [
opzioni
] [--] 
dir1
 [
dir2
 …]
```

I parametri dir indicano i nomi delle directory da eliminare, che debbono essere vuote.
Il doppio trattino -- (facoltativo) indica che i parametri successivi non sono da considerarsi opzioni.
L'unica opzione degna di nota è -p che rimuove anche le directory intermedie esplicitate nel parametri dir. 
Ad esempio, specificando l'opzione -p e alice/bruno/carla come directory da eliminare, sono rimosse le directory carla, bruno e alice invece che la sola directory carla, posto che esse non contengano altre voci oltre a quelle da eliminare.

## Esempi
Rimuove la directory alice:
```
rmdir alice
```

Rimuove le directory prova e carla:
```
rmdir prova alice/bruno/carla
```

Rimuove le directory prova, carla ed anche alice e bruno:
```
rmdir -p prova alice/bruno/carla
```